# 今日ばんわ
今日ばんわ（こんにちばんわ）は、日本のYouTubeチャンネル。
アニメ考察・心霊・ドッキリ系コンテンツを主に投稿している。2025年3月時点で登録者数は1.2万人。

## 概要
2020年4月にアニメ系コンテンツから活動を開始し、主に『ONE PIECE』や『五等分の花嫁』などのアニメに関する考察動画を投稿。2023年3月以降は心霊系やドッキリ企画も取り入れたマルチジャンルな活動に展開した。
チャンネルのキャッチフレーズは、「こんにちはの人もこんばんはの人も、今日ばんわ」。

## 沿革
- 2020年4月：アニメ系YouTubeチャンネルとして活動開始。主に『ONE PIECE』の考察動画を投稿。
- 当初：「吉田のKENT」と「歌舞伎揚のJUN」による2人組でスタート。
- 2021年〜2022年：一時活動休止。
- 2022年5月：チャンネル再開、年内1万人達成を目指すが達成できず。
- 2023年2月：活動休止していた「歌舞伎揚のJUN」が復帰し、「歌舞伎揚」に改名。吉田のKENTも「KENT」へと改名。サブメンバーとして「噂のロシア人」（のちのチャッピー）がゲスト登場後、メンバー加入。
- 2023年8月：チャンネル登録者1万人達成
- 2023年10月：「チャッピー」脱退。
- 2024年：たまに投稿するが活動休止
- 2025年6月現在：活動は休止中だが、今年の夏に復活するという噂がある。

## メンバー
| 名前       | 役割                   | 備考                                                                                        |
| ---------- | ---------------------- | ------------------------------------------------------------------------------------------- |
| KENT       | ボケ、考察             | 元「吉田のKENT」、チャンネル創設者                                                          |
| 歌舞伎揚   | ツッコミ、ナレーション | 元「歌舞伎揚のJUN」、初期メンバー                                                           |
| チャッピー | いじられキャラ         | 2022年9月加入、2023年10月脱退。「噂のロシア人」として初登場。KENTと歌舞伎揚の友人でもある。 |

## ジャンル
- アニメ考察（ONE PIECE、五等分の花嫁 など）
- 心霊・都市伝説系
- ドッキリ企画

## チャンネル登録者数
- 1.2万人（2025年3月現在）